# Béla Szepes
Dans le nom hongrois Szepes Béla, le nom de famille précède le prénom, mais cet article utilise l’ordre habituel en français Béla Szepes, où le prénom précède le nom.
Béla Szepes, né le 5 septembre 1903 à Spišská Nová Ves, est un athlète hongrois spécialiste du lancer de javelot pratiquant aussi le combiné nordique, le saut à ski et le ski de fond, et aussi dessinateur de caricatures sportifs. Il participe en outre sans succès aux Jeux olympiques d'hiver de 1924 mais obtient une médaille d'argent à ceux d'été de 1928. Affilié au Magyar Athletic Club, il mesurait 1,78 m pour 71 kg.

## Biographie
Béla Szepes, initialement nommé Béla Strauch, est né à Igló (aujourd'hui Spišská Nová Ves) dans le comté de Szepes le 5 septembre 1903 d'une vieille famille luthérienne. Son grand-père Béla Strauch, mort en 1903, est pasteur luthérien. Son oncle Béla Strauch (1866-1920) était professeur de lycée. Son père Gyula Strauch (1867-1917) était professeur à l'école normale d'État, il fut transféré à Budapest en 1909 et ils vécurent depuis lors dans la capitale hongroise. Sa mère, Izabella Schmidt, est née à Kassa (aujourd'hui Košice). Son frère aîné Jr. Gyula Szepes (1899-1985), officier militaire, est également skieur et moniteur de ski. Il est le frère de Gyula Szepes (en) et le mari de Mária Szepes.
En tant qu'étudiant du lycée Ferenc-Toldy de Budapest, il pratiquait l'athlétisme sur la piste MAC. En 1921, après ses études, il étudie le graphisme à l'école des arts appliqués de Budapest.
En 1923, il devient le premier champion de saut à ski de Hongrie. En tant qu'athlète du MAC, entre 1925 et 1931, il fut sept fois champion de Hongrie du javelot. Il a battu le record de Hongrie à cinq reprises et a été dix fois membre de l'équipe nationale hongroise. Aux Jeux olympiques d'été de 1928 à Amsterdam, il remporte une médaille d'argent avec un lancer de 65,26 mètres. Il a remporté le championnat international anglais à trois reprises. En 1929, il a lancé le meilleur de sa vie avec un lancer de 66,70 mètres - son cinquième record hongrois. En ski, il a remporté quatre fois la compétition hongroise de combiné nordique ; il était également parmi les meilleurs en saut à ski.
De 1926 à 1933, il travaille à Berlin comme journaliste et caricaturiste sportif pour l'hebdomadaire hongrois Nemzeti Sport (en) et des journaux renommés tels que la Berliner Illustrirte Zeitung et des journaux d'Ullstein.
Dans les années 1930, il est scénariste et assistant réalisateur pour certains films. En 1930, il épousa Magdolna Scherbach, qui devint une écrivaine populaire sous le nom de Mária Szepes avec sa série de contes de fées de Panni Pöttyös, ses romans pour adultes et ses livres sur des sujets ésotériques. En raison de l'origine juive de sa femme, il dut quitter l'Allemagne hitlérienne en 1933.
De retour chez lui, il fut moniteur de ski et animateur sportif à Kékes, dirigeant les randonnées à ski IBUSZ à partir de 1933. Plus tard, il est devenu le représentant à Budapest de la société de voyages britannique Hungaria et General Travel Bureau Limited. Journaliste, employé du Nemzeti Sport (1933-41), entraîneur-chef de l'Association hongroise d'athlétisme (1938-41). En tant que Capitaine de l'association, il visite les lycées, à la recherche de nouveaux talents et de professeurs d'éducation physique. Il démissionne de tous ses postes en 1941 en raison de l'entrée de la Hongrie dans la guerre et de la montée du fascisme. Durant l’occupation du pays, il cachait de nombreuses personnes persécutées.
Après la liberation, il est l'un des fondateurs de Képes Sport (hu), où il fut rédacteur photo (1941-44). En tant que membre du Syndicat des Travailleurs de l'Art, il travaille à nouveau comme graphiste, crée également des caricatures sportives et illustre des livres. Il a réalisé les portraits de tous les champions des Jeux olympiques d'été. Il est membre du Fonds hongrois des Beaux-Arts depuis sa création et, en tant que graphiste, il travaille pour de nombreux quotidiens, hebdomadaires et maisons d'édition. Entre-temps, il illustre également des livres de sport en 1957-1958 et deux recueils distincts de ses caricatures sportives sont publiés. Il a remporté à plusieurs reprises le concours de beaux-arts « Javelot d'argent » de l'Agence hongroise de l'éducation physique et des sports. Depuis 1958, il travaille également comme organisateur à l'Association des graphistes de Budapest. Malgré son renommé de graphiste, il ne pouvait pas publier pendant des années, car en 1956, pendant la revolution, il est élu rédacteur en chef par ses collègues de la rédaction de Képes Sport, en lieu et place d'un agent politique.
Béla Szepes a également participé à différentes expositions sportives étrangères, par exemple à l'Exposition sportive de 1978 à Brême et à Berlin-Ouest. Il a exposé ses sculptures à Dresde, Munich, Rotterdam, Mayence et Montréal.
Il prend sa retraite comme graphiste en 1966. En 1972, année des Jeux olympiques, il présente ses dessins et sculptures lors d'une exposition à Munich. Pour protester contre la tragédie des athlètes israéliens, il a offert en souvenir une de ses statues à la ville de Munich. La confession de Béla Szepes dans la préface d'un de ses livres : « En tant que vice-champion olympique et correspondant olympique, j'ai expérimenté le plus beau sens de l'idéal olympique : l'amitié des jeunes du monde qui se respectent. J'ai vu leur noble compétition dans les arènes pacifiques du sport. Au service de cette flamme olympique qui brille à travers les âges, je présente ma modeste collection à mes contemporains et aux jeunes qui continuent de porter le flambeau. » Béla Szepes meurt le 26 juin 1986.
Son héritage, ses graphiques, ses caricatures sportives et ses affiches sont conservés par le Musée de l'éducation physique et du sport de Budapest (hu) depuis 1986, et de nombreux écrits et reliques de Béla Szepes se trouvent également au siège de la Fondation Mária Szepes, enregistrée en 1996.

### Lancer de javelot

#### Palmarès
| Date | Compétition           | Lieu      | Résultat | Performance |
| ---- | --------------------- | --------- | -------- | ----------- |
| 1928 | Jeux olympiques d'été | Amsterdam | 2e       | 65,26 m     |

#### Records
| Épreuve           | Performance | Lieu | Date |
| ----------------- | ----------- | ---- | ---- |
| Lancer de javelot | 66,70 m     |      | 1929 |

### Ski nordique
Béla Szepes a été champion de Hongrie de combiné nordique à quatre reprises et de saut à ski à cinq reprises.